# Демис Николаидис
Демис Николаидис (грч. Ντέμης Νικολαΐδης; Гисен, 17. септембар 1973) бивши је грчки фудбалер.

## Каријера
Сматра се једним од најбољих грчких фудбалера икада. Рођен је у Гисену у тадашњој Западној Немачкој док је детињство и младост провео у граду Александрији у североисточној Грчкој. Играо је на позицији нападача и добио репутацију "рођеног стрелца". Иако низак, био је познат по брзини, снази и техници, због чега је уживао велику репутацију међу грчким фудбалерима.
Био је члан репрезентације Грчке која је освојила Европско првенство 2004. године. Једно време је био председник атинског АЕК-а.

## Трофеји
- Европско првенство: 2004.